# Bolesław Bonczar
Bolesław Bonczar (ur. 30 września 1923 w Siekierzyńcach, zm. 31 sierpnia 2002 w Gliwicach) – polski wojskowy, generał brygady Wojska Polskiego.

## Życiorys
29 czerwca 1944 został wcielony do 2 zapasowego pułku piechoty. Od 15 sierpnia 1944 do 15 marca 1945 słuchacz Oficerskiej Szkoły w Riazaniu. Został awansowany na stopień chorążego i przez kilka miesięcy dowodził plutonem w macierzystej uczelni. Następnie został skierowany do tworzącej się formacji Wojsk Ochrony Pogranicza. Służbę w WOP rozpoczął w 3 Oddziale Ochrony Pogranicza w Szczecinie, od 3 września 1945 na stanowisku komendanta 55 strażnicy WOP, a od 4 marca 1947 62 strażnicy WOP. Od 30 grudnia 1948 do 7 lipca 1949, słuchacz kursu doskonalenia dowódców strażnic w Centrum Wyszkolenia Ochrony Pogranicza. Od 20 maja 1949 szef sztabu, a od 30 lipca 1950 dowódca 46 batalionu Ochrony Pogranicza w Międzyzdrojach. Od 20 listopada 1950 dowódca 123 batalionu WOP w Szczecinie. Od 1 kwietnia 1951 dowódca 19 Brygady WOP w Kętrzynie, skąd został skierowany na roczny kurs szefów sztabów i dowódców pułków w Rembertowie. Od 15 września 1951 w dyspozycji dowódcy WOP. Od 1 października 1952 dowódca 15 Brygady WOP w Koszalinie. Od 1 listopada 1953, w stopniu majora, zastępca dowódcy ds. liniowych 4 Brygady WOP w Gliwicach, a od 10 listopada 1956 dowódca Górnośląskiej Brygady WOP w Gliwicach, które pełnił do 20 stycznia 1989. W międzyczasie ukończył studia cywilne na Wydziale Prawa Uniwersytetu Wrocławskiego. Ukończył Podyplomowe Studium Strategiczne przy Akademii Sztabu Generalnego w Rembertowie. We wrześniu 1983 został awansowany przez Radę Państwa na stopień generała brygady. Generał brygady Bolesław Bonczar w latach 1983–1984 wpisany został do „Honorowej Księgi Zasłużonych dla WOP”. Po zwolnieniu w styczniu 1989 ze stanowiska dowódcy brygady pozostawał w dyspozycji dowódcy WOP. 21 lutego 1990 przeniesiony został w stan spoczynku. 
W 1964, płk Bolesław Bonczar dowódca Górnośląskiej Brygady WOP został wybrany wraz z mjr. J. Zarzyckim instruktorem wydziału politycznego Oficerskiej Szkoły WOP jako przedstawiciele jednostek WOP na IV Zjazd PZPR. Z dowództwa WOP wybrani zostali między innymi gen. bryg. Józef Waluk oraz płk J. Puławski.
Spoczywa obok swojej żony Leokadii w alei zasłużonych na cmentarzu Centralnym w Gliwicach. 
Generał Bolesław Bonczar został patronem Związku Weteranów i Rezerwistów Wojska Polskiego w Raciborzu.

## Awanse
W trakcie wieloletniej służby w ludowym Wojsku Polskim otrzymywał awanse na kolejne stopnie wojskowe:
- podporucznik – 1945
- porucznik – 1946
- kapitan – 1947
- major – 1952
- podpułkownik – 1956
- pułkownik – 1960
- generał brygady – 1983.

## Życie prywatne
Mieszkał w Gliwicach. Od 1949 żonaty z Leokadią z domu Pietruczenia (1926–1988). Małżeństwo miało córkę i syna.

## Ordery i odznaczenia
- Krzyż Komandorski Orderu Odrodzenia Polski (1979)
- Krzyż Oficerski Orderu Odrodzenia Polski (1969)
- Krzyż Kawalerski Orderu Odrodzenia Polski (1959)
- Złoty Krzyż Zasługi (1954)
- Srebrny Krzyż Zasługi (dwukrotnie, 1946 i 1950)
- Medal Komisji Edukacji Narodowej (1978)
- Medal Rodła (1987)
- Medal 30-lecia Polski Ludowej
- Medal 40-lecia Polski Ludowej
- Złoty Medal „Siły Zbrojne w Służbie Ojczyzny” (1968)
- Srebrny Medal Siły Zbrojne w Służbie Ojczyzny
- Brązowy Medal Siły Zbrojne w Służbie Ojczyzny
- Medal „Za udział w walkach o Berlin” (1970)
- Złoty Medal „Za zasługi dla obronności kraju” (1984)
- Srebrny Medal „Za zasługi dla obronności kraju”
- Brązowy Medal „Za zasługi dla obronności kraju”
- Złota Odznaka „Za zasługi w ochronie porządku publicznego” (1977)
- Złota Odznaka „Za zasługi w obronie granic PRL” (1978)
- Medal „Za udział w walkach w obronie władzy ludowej” (1984)
- Odznaka 1000-lecia Państwa Polskiego
- Medal „Za Zasługi w Umacnianiu Przyjaźni PRL-ZSRR” (1987)[8]
- Odznaka „Zasłużonemu Opolszczyźnie” (1973)[9].